# 사쿠라다 이치로
사쿠라다 이치로(桜田 一郎, 1904년 1월 1일 ~ 1986년 6월 23일)는 일본의 화학자이다. 교토 대학의 명예교수였으며 일본 학사원의 회원이기도 했다. 1939년 일본 최초의 합성 섬유인 폴리비닐알코올계 합성 섬유(비닐론)를 리승기, 가와카미 히로시(川上博) 등과 공동 개발했다. 이 밖에도 고분자에 관한 다양한 연구를 통해 일본의 고분자화학의 기반을 다졌다. 고분자라는 일본어를 정착시킨 것도 그이다.